# タンタバナワの戦い
タンタバナワの戦い（タンタバナワのたたかい、フランス語：Combat de Tin Tabanawt）は、マリ北部紛争中、ブーレム圏ブーレム北方にてアザワド解放民族運動（MNLA）と西アフリカのタウヒードと聖戦運動（MUJAO）との間で発生した戦闘。

## 経過
2013年3月24日1700時ごろ、MNLAのパトロール隊はブーレム北部のタンタバナワ村（Tin Tabanawt）でMUJAOの戦闘員と交戦する。2つのグループは小戦闘で対峙する。MNLAのスポークスマンの声明によるとMUJAOの戦闘員が戦闘で死亡し、車両を捕獲した。MNLAの損害については言及されなかった。